# Списько-Гемерський карст
Списько-Гемерський карст (словац. Spišsko-gemerský kras) — гори в Словаччині. Є частиною (геоморфологічної області) Словацьких Рудних гір.
Складаються з двох частин, обидві з яких було оголошено національними парками:
- Муранська Полонина
- Словацький Рай

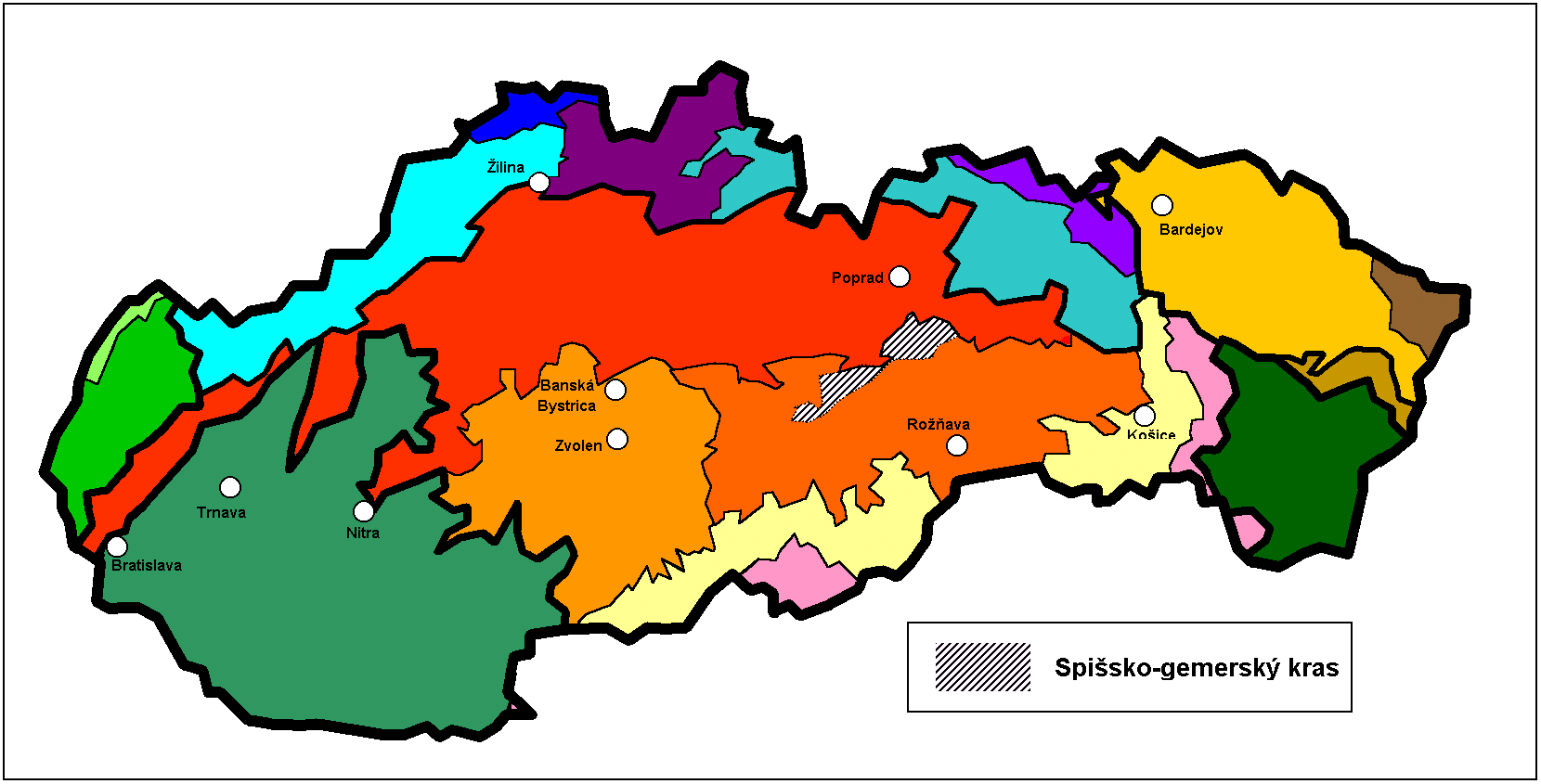
Списько-Гемерський карст заштрихований сірим

Він складається з комплексу карстових полонин і високих плато в діапазоні від 800 до 1400 метрів над рівнем моря; серед них — 
- Ґерави
- Ґлац.